# 金田康正
金田康正（日语：／ Kanada Yasumasa，1949年—2020年2月11日），日本計算機科学家，出生于兵庫縣龍野市。
他从1981年开始从事圆周率研究。并多次刷新了電腦计算圆周率的世界纪录。
他的弟弟金田彻是日本关东学院大学工程系教授。
2020年2月11日，因急性缺血性心臟病逝世，享壽70歲。敘正四位、追贈瑞寶中綬章。

## 经历
- 1973年 - 东北大学理学部物理学第二专业毕业
- 1978年 - 东京大学大学院理学系研究科博士课程学习结束
- 1978年 - 名古屋大学等离子研究所附属电子计算机中心助手
- 1981年 - 东京大学大型计算机中心副教授
- 1984年 - 剑桥大学计算机研究所会友研究员
- 1997年 - 东京大学大型计算机中心教授
- 1999年 - 东京大学信息基础中心超市处理研究部门教授

## 记录
这是金田承担的计算任务记录之主要部分。共同参加该研究的人员姓名已省略。还有在实际计算时，预想到可能会出现末位位数误差，所以把位数增多了几位。另外由于还会继续进行验算（用于验证），所以暂不会以正式记录的形式进行发表。
- 1981年　20,036位
- 1982年　4,194,288位
- 1982年　8,388,576位
- 1983年10月　16,777,206位
- 1983年10月　10,013,395位
- 1983年9月　33,554,414位
- 1986年10月　67,108,839位
- 1987年1月15日　134,214,700位
- 1988年1月27日　21,326,551位
- 1989年11月19日　1,073,741,799位
- 1997年8月3日　51,539,607,510位
- 1999年10月4日　206,158,431,630位
- 2002年12月6日　1,241,177,300,000位

## 著作
- （東京図書、1991年、ISBN 4489003382）
- （培風館、1992年、ISBN 4563013684）

## 关連項目
- 圆周率
- Super PI